# アレクサンダー&ボールドウィン

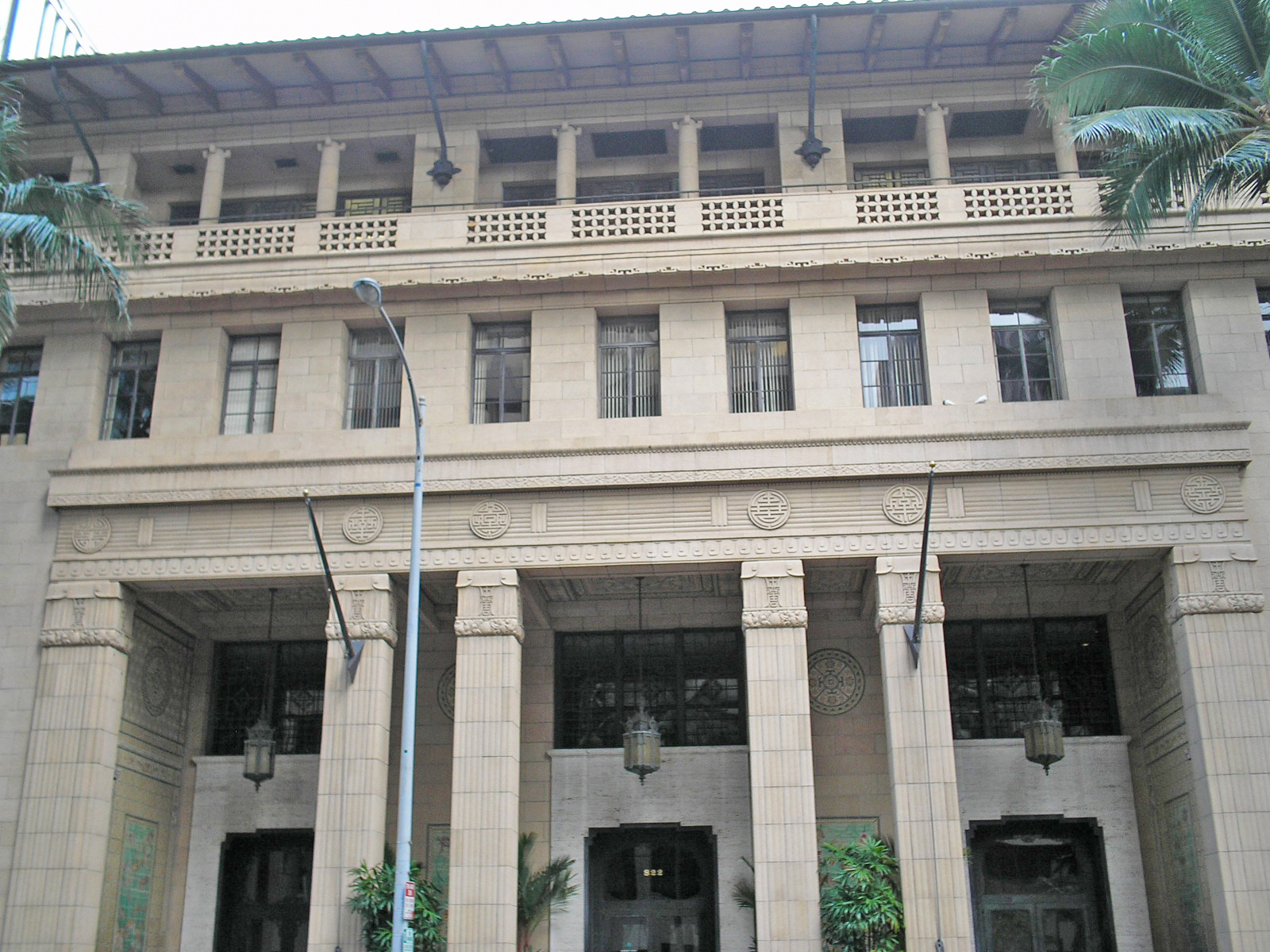
アレクサンダー&ボールドウィン社の本社ビル（1929年設立）

アレクサンダー&ボールドウィン（アレクサンダー・アンド・ボールドウィン、英語: Alexander & Baldwin、略称：A&B社）はアメリカ合衆国ハワイ州にある会社で、ハワイが属州であった時代に五大企業「ビッグファイブ」（Big Five）のひとつであった。現在は不動産業を中心に、さまざまな農業も行なっている。ハワイ州には3万５千ヘクタールの土地を持っていて、同州最大の不動産の持ち主のひとつである。またハワイ州と米国本土に収入がある資産を47か所持っている。
本社はホノルルダウンタウンのアレクサンダー&ボールドウィン・ビル
北緯21度18分46秒 西経157度51分54秒 / 北緯21.31278度 西経157.86500度座標: 北緯21度18分46秒 西経157度51分54秒 / 北緯21.31278度 西経157.86500度
にあり、このビルは1929年に建てられている。もともとの本拠地であるマウイ島には「アレクサンダー&ボールドウィン砂糖博物館」を開設している。

## ハワイ準州以前
アレクサンダー&ボールドウィン会社の基は1870年にサムエル・アレクサンダー（Samuel Thomas Alexander）とヘンリー・ボールドウィン（Henry Perrine Baldwin）によって設立されている。彼らの父親はキリスト教伝道アメリカン・ボードから1831/1832年に当時「サンドイッチ諸島」と呼ばれていたハワイへ派遣された牧師であった。
創業者二人はマウイ島のパイア（Pa'ia）とマカオ（Makawao）に227ヘクタールの土地を買って、サトウキビを育てた。しかし彼らの土地はハレアカラ山の乾燥側で降雨が少なかったので、1876～1878年に27キロメートル東の雨が多い側から水路を掘削した。この水路は現在でもマウイ島の観光地になっていて、水路の通過地のプウネネでは後に日系人のソウイチ・サカモト（Soichi Sakamoto）がここで学校で教えるかたわら子供たちに水泳インターバルトレーニングを行い、全米チャンピオンやオリンピック選手を育てている。
この水路の完成で会社は大いに発展して、そこはアレクサンダー&ボールドウィン・プランテーションと命名された。1872年から1900にかけて耕作地を増やして、また砂糖工場へも進出している。1889年には競争相手の一社、クラウス・スプレッケルズ（Claus Spreckels）のハワイ商業砂糖きび会社（HC&S）の株の過半数を取得している。1899年にはマウイ島北部にあるワイルクからカフルイ・プウネネ・スプレッケルズヴィル・ハイク経由でクイアハまでの鉄道（カフルイ鉄道Kahului Railroad）を買収した。1990年代にアレクサンダー&ボールドウィン社（略称：A&B社）が設立された。

## 五大企業時代
会社の設立後、アレクサンダー&ボールドウィンは大いに発展して、ハワイ経済に「寡占」的に大きく影響を与えた五大企業「ビッグファイブ」（Big Five）のひとつとして活躍した。所有土地も面積も4万ヘクタールになった時もあった。
1905年にはA&B社は五大企業の他社と共にカリフォルニア&ハワイ砂糖会社（California and Hawaiian Sugar Company）の株を買い占め、自身の砂糖精製会社を持つことになった。
その後の二、三十年はマウイ島のプウネネ、カフク（Kahuku）とカウアイ島へサトウキビ畑を拡大して、またパイナップル栽培へも拡大した。1908年には海上輸送会社のマトソン航行会社へも投資している。
第二次世界大戦後、A&B社は新事業、即ち土地開発を開始した。マウイ島の主要都市カフルイでカフルイ開発会社を作り、この会社は後にA&B土地開発部門になった。
1962年にはハワイ商業砂糖きび会社を完全に買収して、子会社としている。また1964年にはマトソン航行会社の株を買い増して、1969年には全株を取得して完全子会社としてる。
1987年にはアレクサンダー&ボールドウィン砂糖博物館を開館している。 2012年にはマトソン社を切り離して、両社は別々にニューヨーク証券取引所に上場している（ALEXとMATX）。

## 現在は不動産業務に注力
A&B社の現状は、農業方面ではコーヒーとマカデミアナッツの栽培へ発展させてはいるが、ハワイでは第4番目の大地主である立場を利用して、おもに土地開発子会社を通して住宅・ショッピングセンター・事務所などの土地開発に注力している 、。
2017年にはプウネネで、ハワイ最後の商用サトウキビ栽培の終了をしている。 

## 批判
A&B社が毎年サトウキビの葉を燃やす件に関しては、環境への影響に関して周りの住民からクレームが上がっている。また同社がプウネネで使用している農業機械類が連邦で規定する排気ガスの基準に達してないと訴えられている。